# Eduardo Barbosa (judoka)
Eduardo Barbosa (16 de noviembre de 1991) es un deportista brasileño que compite en judo. Ganó dos medallas en el Campeonato Panamericano de Judo, oro en 2017 y plata en 2020.

## Palmarés internacional
| Campeonato Panamericano | Campeonato Panamericano   | Campeonato Panamericano | Campeonato Panamericano |
| Año                     | Lugar                     | Medalla                 | Categoría               |
| ----------------------- | ------------------------- | ----------------------- | ----------------------- |
| 2017                    | Ciudad de Panamá (Panamá) | Medalla de oro          | –73 kg                  |
| 2020                    | Guadalajara (México)      | Medalla de plata        | –73 kg                  |